# Belgische Badminton-Mannschaftsmeisterschaft 2004/05
Sieger der Belgischen Badminton-Mannschaftsmeisterschaft 2004/05 wurde das Team von Saive 1.

## Endstand
| Platz | Team             |
| ----- | ---------------- |
| 1.    | BC Saive         |
| 2.    | Olve BC          |
| 3.    | BC Dropshot      |
| 4.    | W&L              |
| 5.    | BC Webacsa       |
| 6.    | BC De Nekker     |
| 7.    | Royal Antwerp BC |
| 8.    | DZ99             |